# On braque pas les banques avec des fourchettes en plastique
 (juillet 2021).
Pour plus de détails, voir Fiche technique et Distribution.
On braque pas les banques avec des fourchettes en plastique est un court métrage du réalisateur Julien Paolini réalisé en 2010. Cette dystopie au casting surprenant[non neutre] (Christophe Salengro et Anthony Sonigo en duo père-fils) a fait sa première en compétition au Paris International Fantastic Film Festival en 2011et a été projeté aux Pépites du Cinéma. Son ambiance crépusculaire est due en partie au noir et blanc granuleux de son directeur de la photographie Hugues Poulain. Remarqué à sa sortie,, le film fait partie de la collection permanente du Forum des Images.

## Fiche technique
- Titre : On braque pas les banques avec des fourchettes en plastique
- Réalisation : Julien Paolini
- Scénario : Julien Paolini
- Musique : DATA et David Guillon
- Photographie : Hugues Poulain
- Montage : Fred Fleureau et Nicolas Larrouquere
- Société de production : Yukunkun Productions
- Pays :  France
- Genre : Action et fantastique
- Durée : 14 minutes
- Dates de sortie : 
  -  France : 1er septembre 2010

## Distribution
- Christophe Salengro
- Anthony Sonigo
- Jean-Baptiste Tiémélé
- Djibril Pavadé

## Distinctions
Nominations
- 2011 : Grand Prix du court métrage français au Paris International Fantastic Film Festival.
- 2011  : Prix spécial du jury du court métrage français au Paris International Fantastic Film Festival.
- 2011  : Les Pépites du cinéma

## Production
- Production délégué  : Yukunkun Productions.
- Exportation / Vente Internationale  : Premium Films.
- Coproduction  : Plan 2 - Picseyes.